# A Fábrica do Poema
A Fábrica do Poema ist das dritte Album der brasilianischen Singer-Songwriterin Adriana Calcanhotto. Es erschien 1994. Das Album vereinigt eigene Kompositionen mit Reverenzen an bekannte Komponisten wie Chico Buarque. Für einen Titel arbeitete sie mit dem Dichter Augusto de Campos zusammen. Als Produzent zeichnete Mayrton Bahia verantwortlich. Das Album wurde für mehr als 100.000 verkaufte Kopien in ihrem Heimatland mit einer Goldenen Schallplatte ausgezeichnet.

## Trackliste
1. Por Que Você Faz Cinema?
2. A Fábrica Do Poema
3. Bagatelas
4. Metade
5. Sudoeste
6. O Verme E A Estrela
7. Estrelas
8. Aconteceu
9. Cariocas
10. Morro Dois Irmãos
11. Inverno
12. Roleta Russa
13. Tema De Alice
14. Portrait Of Gertrude
15. Minha Música

## Rezeption
Alvaro Neder von Allmusic bewertet das Album mit 4½ von 5 Sternen. Er stuft es als ihre aufrichtigste Anstrengung („most sincere effort“) ein, bei der sie ihren eigenen künstlerischen Ausdruck innerhalb der Vermarktungskonzepts sucht („searching for self expression within the marketable industry concept“). Sie strahle eine Sehnsucht nach Unabhängigkeit aus, die sich den geschäftlichen Formalitäten gegenübersieht („displaying a desire of independence faced with commercial formulas“).